# Кинденхайм
Кинденхайм (нем. Kindenheim) — община в Германии, в земле Рейнланд-Пфальц. 
Входит в состав района Бад-Дюркхайм. Подчиняется управлению Грюнштадт-Ланд.  Население составляет 1038 человек (на 31 декабря 2010 года). Занимает площадь 8,96 км².